# William Holcombe

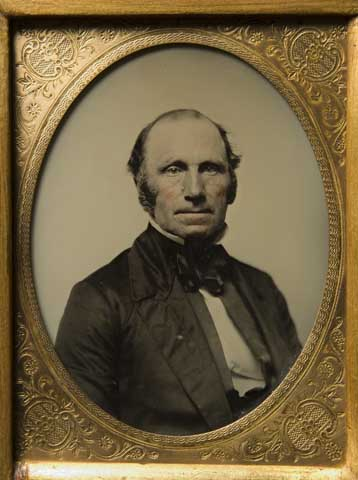
William Holcombe

William Holcombe (* 22. Juli 1804 in Lambertville, Hunterdon County, New Jersey; † 5. September 1870 (Anm.) in Stillwater, Minnesota) war ein US-amerikanischer Politiker (Demokratische Partei) und von 1858 bis 1860 der erste Vizegouverneur des Bundesstaates Minnesota. Zuvor hatte er 1857 am Verfassungskonvent des neuen Staates teilgenommen.
1870 wurde er Bürgermeister von Stillwater, wo er auch im selben Jahr starb. Anschließend wurde er dort auf dem Fairview Cemetery beigesetzt. Holcombe war zweimal verheiratet. Seine erste Ehe ging er 1826 mit Martha Wilson ein, seine zweite Ehe 1847 mit Henrietta King Clendenin.